# Pheidole speculifera
Pheidole speculifera är en myrart som beskrevs av Carlo Emery 1877. Pheidole speculifera ingår i släktet Pheidole och familjen myror.

## Underarter
Arten delas in i följande underarter:
- P. s. ascara
- P. s. bispecula
- P. s. cubangensis
- P. s. speculifera

## Bildgalleri

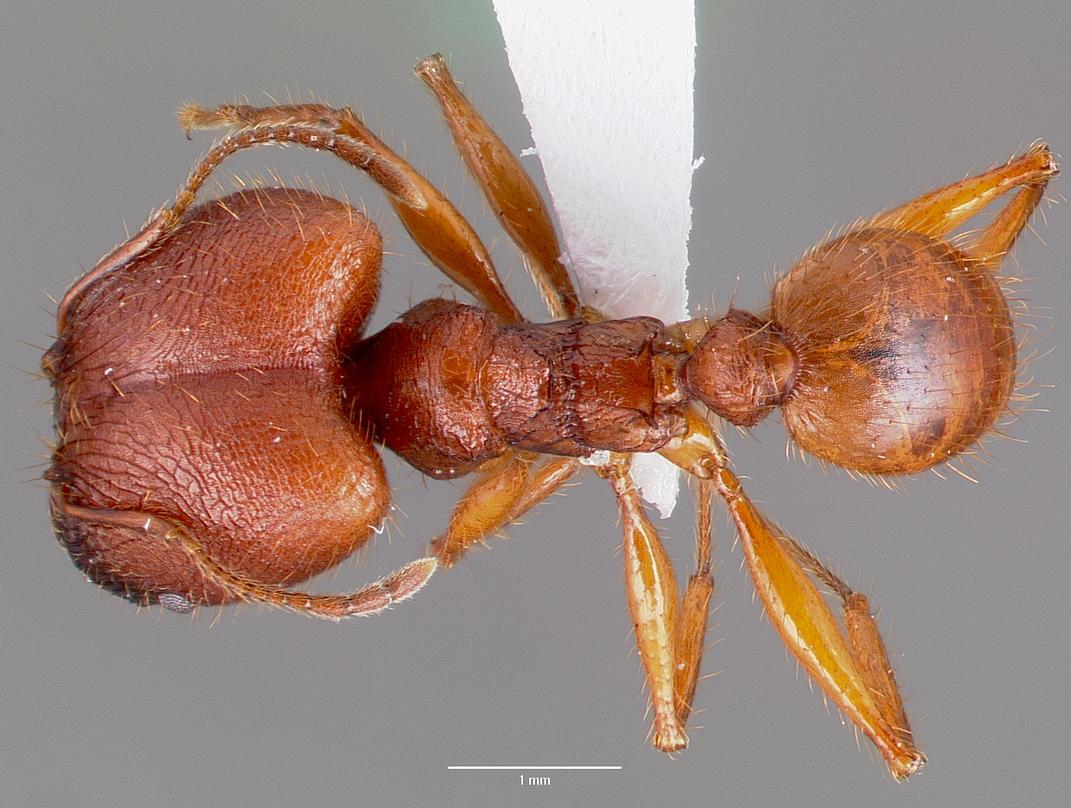
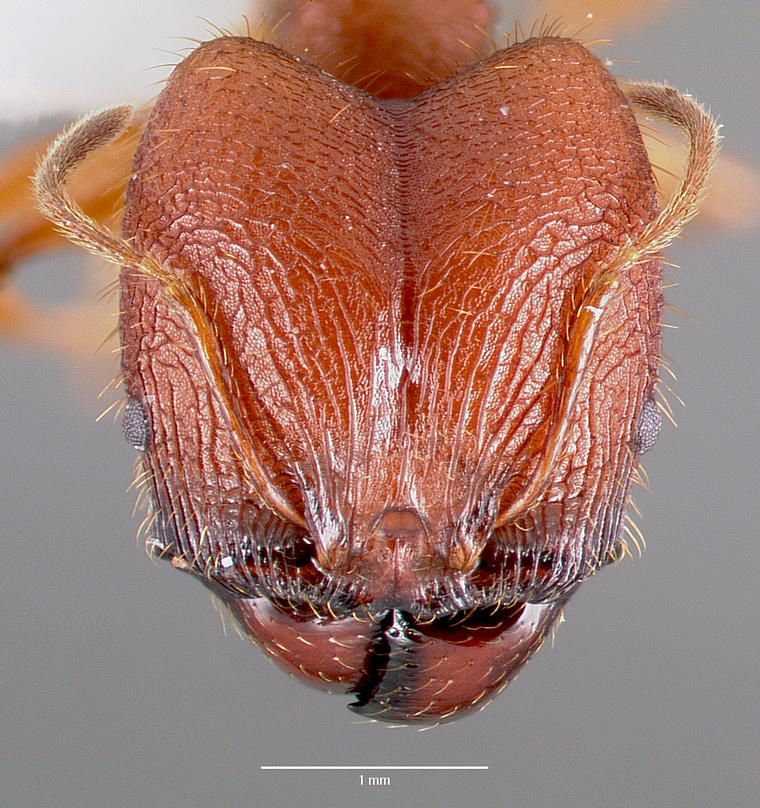
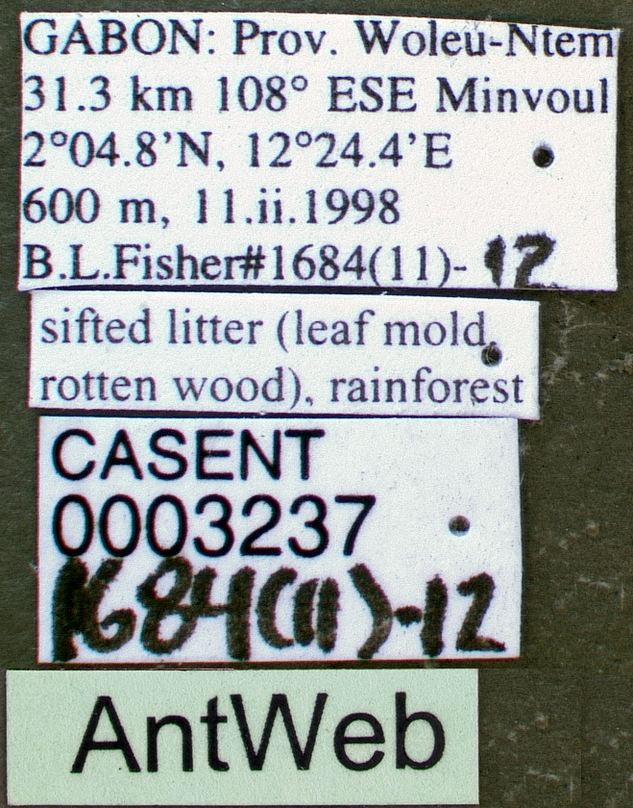
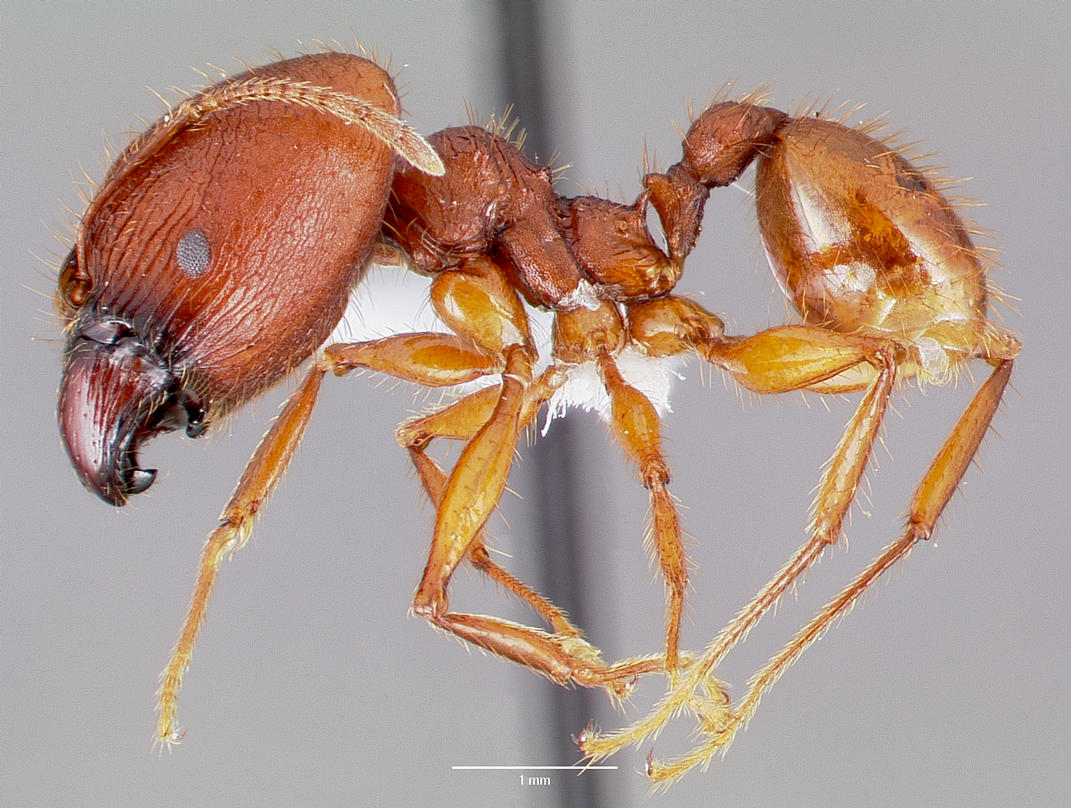
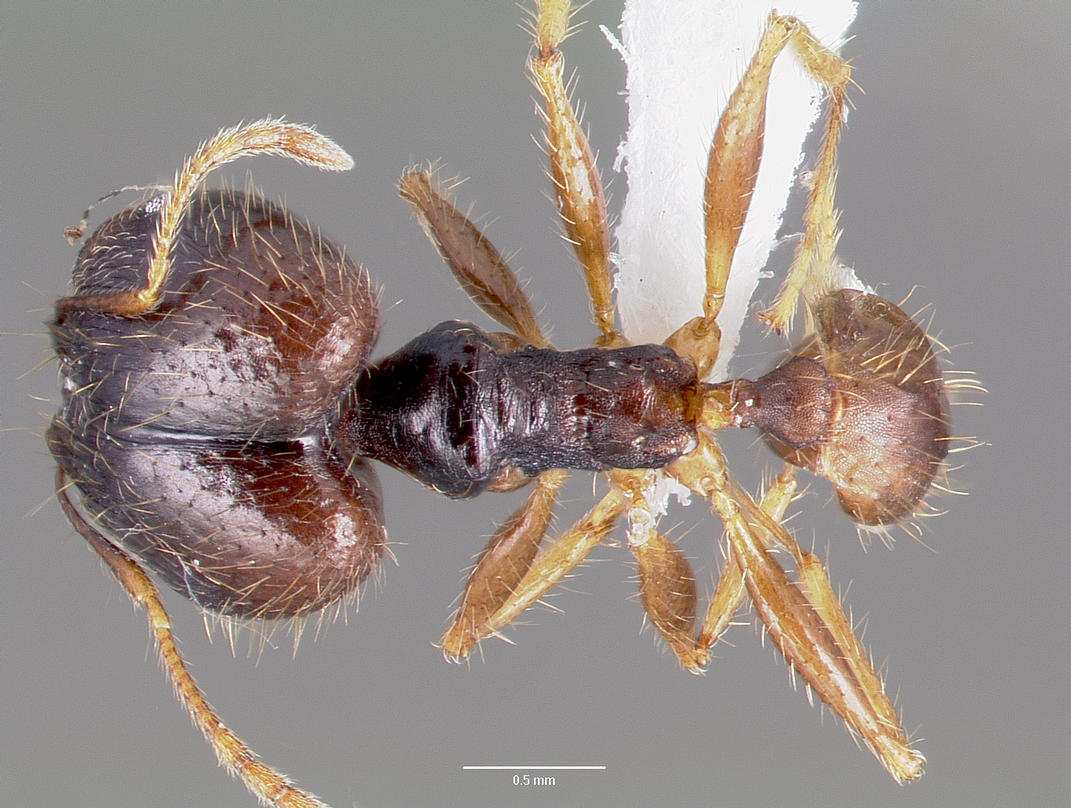
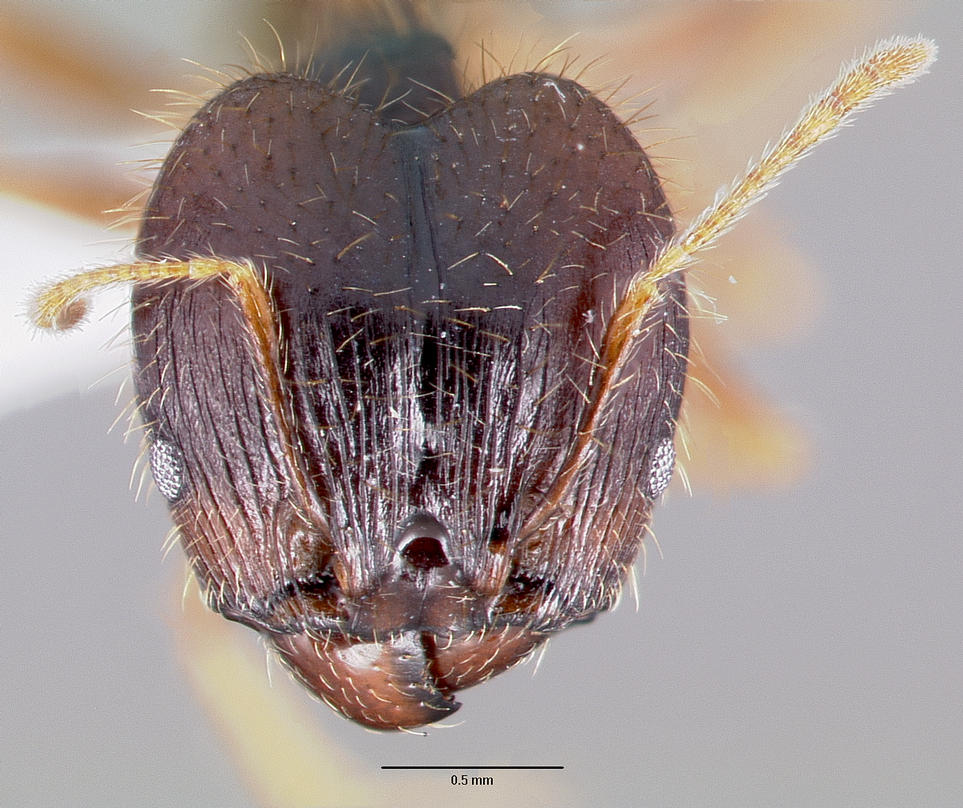